# Anders Kling
Anders Kling, född 4 april 1683 i Söderköping, död 15 juni 1739 i Linköping,. var en svensk rådman och stadskassör i Linköping.
Kling blev omkring 1708 stadskassör i Linköping. Kling blev 6 juni 1710 rådman i Linköping.
Anders Kling var son till rådmannen i Söderköping Sven Nilsson Kling. Han gifte sig med Anna Södersten. De tillsammans fick barnen Henrik och Gabriel (1719-1797), Samuel och Beata.